# 마르틴 바스케스
마르틴 바스케스(Martín Vázquez)는 우루과이의 축구 심판이다. 2001년 이래로 피파 축구 심판을 맡고 있으며, 2008년 하계 올림픽, 코파 리베르타도레스, 2006년 FIFA 월드컵, 2010년 FIFA 월드컵의 축구 심판으로 일했다.